# Luis de Losada
Luis de Losada (1681 - 1748) fue un jesuita español, escritor y catedrático de la Universidad de Salamanca.
Recibió su formación en la Universidad de Salamanca donde ingresó en la Compañía de Jesús en 1698. Fue profesor en Villagarcía de Campos, Medina del Campo y Valladolid, antes de ejercer en su alma mater. Redactó una extensa obra importante en la sistematización de la filosofía tardoescolástica en la línea de Francisco Suárez: Cursus Philosophici Regalis Colegii Salmanticensis Societatis Iesu, obra que sería reeditada y leída hasta el siglo XIX. Junto al Padre Isla firmó una obra curiosa de circunstancias, La juventud triunfante, datada en 1727, realizada con motivo de la canonización de los santos Luis Gonzaga y Estanislao de Kostka, y que describía las celebraciones y festejos desarrollados en Salamanca a tal efecto. Fue también agudo y mordaz satirista, destacando sus punzantes y despiadadas críticas a muchos de sus contemporáneos entre ellos Diego de Torres Villarroel (Testamento del Reverendo D. Diego de Torres).